# Gouvernement Gagik Haroutiounian
Arménie
Manoukian K. Haroutiounian
Le gouvernement Gagik Haroutiounian est le gouvernement de l'Arménie du 22 novembre 1991 au 30 juillet 1992.

## Majorité et historique
Il s'agit du gouvernement formé par Gagik Haroutiounian.

## Composition
- Les nouveaux ministres sont indiqués en gras, ceux ayant changé d'attributions en italique.

| Poste                             | Titulaire | Titulaire           | Parti |
| --------------------------------- | --------- | ------------------- | ----- |
| Premier ministre                  |           | Gagik Haroutiounian | Sans  |
| Ministre de l'Agriculture         |           | Gagik Chahbazian    | Sans  |
| Ministre de la Production de pain |           | Rafael Chahbazian   | Sans  |
| Ministre de la Construction       |           | Gagik Martirosian   | Sans  |
| Ministre de la Culture            |           | Hakob Hakobian      | Sans  |
| Ministre de la Défense            |           | Vazgen Sargsian     | HHK   |
| Ministre de l'Économie            |           | Hrant Bagratian     | HHS   |
| Ministre de l'Énergie             |           | Sebouh Tahjian      | Sans  |
| Ministre des Finances             |           | Janik Janoian       | Sans  |
| Ministre des Affaires étrangères  |           | Raffi Hovannisian   | Sans  |